# Leonardo Kalil Abdala
Leonardo Kalil Abdala (født 10. april 1996) er en brasiliansk fodboldspiller.